# 월드 엔드 신드롬
월드 엔드 신드롬(일본어: ワールドエンド・シンドローム, World End Syndrome)은 토이박스 게임즈가 개발한 일본의 비주얼 노벨이다. 이 게임은 일본과 북아메리카에서 아크 시스템 웍스를 통해, 유럽에서 피큐브(PQbue) 게임즈를 통해 배급되었다. 이 게임은 닌텐도 스위치, 플레이스테이션 4 플랫폼용으로 2018~2019년에 걸쳐 출시되었다. 후속작 World End Phenomenon이 발표되었으나 상세한 내용은 2022년 기준으로 공개되지 않았다.